# Organização Mundial das Alfândegas

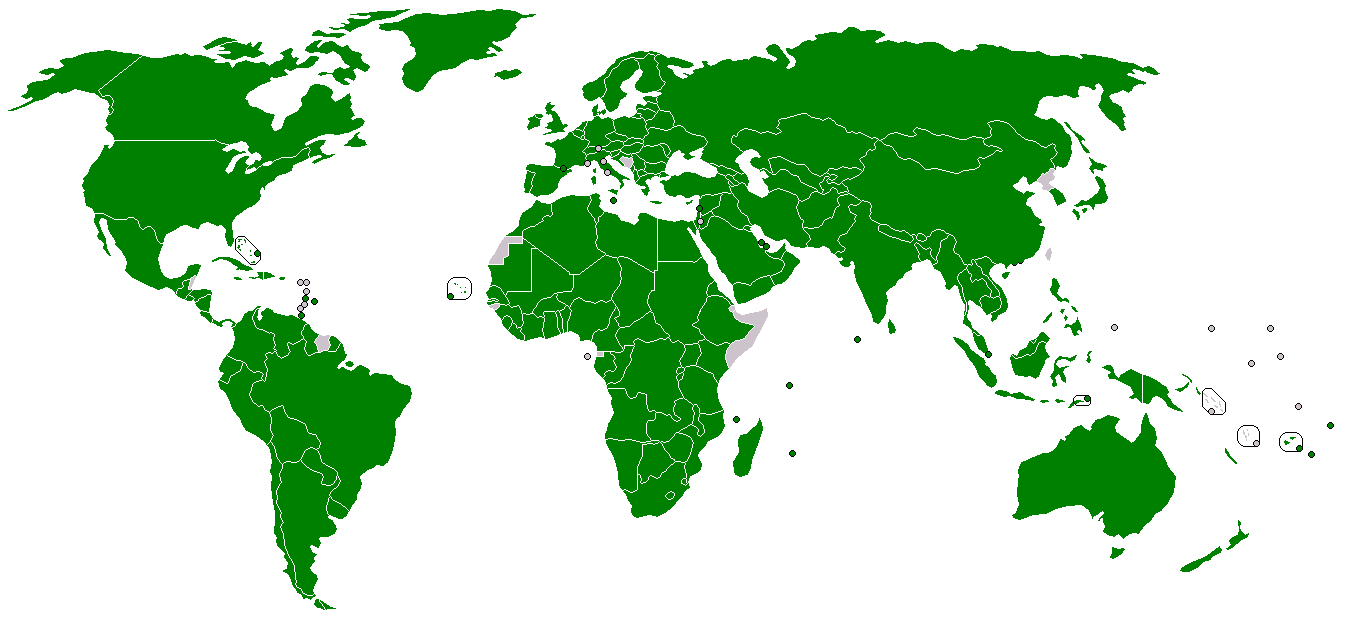
Membros da OMA

A Organização Mundial das Alfândegas(Portugal) é uma organização intergovernamental criada em 1952, data de entrada em vigor da Convenção para a Criação de um Conselho de Cooperação Aduaneira. Foi criada sob a designação de Conselho de Cooperação Aduaneira, que continua a ser o seu nome oficial, embora em 1994 tivesse passado a designar-se correntemente Organização Mundial das Alfândegas.
A organização, com sede em Bruxelas, na Bélgica, contava com 176 membros em dezembro de 2009.
Tem como objectivos desenvolver a cooperação técnica entre as administrações aduaneiras dos países participantes e promover a simplificação das normas internacionais e a sua aplicação harmonizada.
Em resultado dessa actividade entrou em vigor em Janeiro de 1988 o Sistema Harmonizado (Sistema Harmonizado de Designação e Codificação de Mercadorias), sistema de classificação pautal com seis dígitos. O SH é utilizado como ponto de partida para as pautas aduaneiras das partes contratantes da Convenção Internacional sobre o Sistema Harmonizado de Designação e Codificação de Mercadorias e para as estatísticas comerciais internacionais.